# Лайнс, Рой
Рой Алан Лайнс (англ. Roy Alan Lynes; 25 октября 1943, Рэдхилл, Суррей) — британский и австралийский музыкант, клавишник раннего состава группы Status Quo (ранее называлась The Spectres, а затем Traffic Jam). Он вошёл в состав коллектива около 1964/1965 годов, спустя два года после его основания.
В составе Status Quo Рой записал три альбома: Picturesque Matchstickable Messages from the Status Quo, Spare Parts и Ma Kelly's Greasy Spoon, а также был автором песни «To Be Free», ставшей би-сайдом второго сингла Quo, «Black Veils of Melancholy». В 1970 году он покинул группу. В 1982 году , ему на смену пришёл Энди Боун.
По словам продюсера группы Джона Шрёдера, написавшего комментарии к трёхдисковому сборнику The Early Years, Лайнс был «тихим членом группы» и «почему-то всегда казался странным за её пределами». Лайнс покинул группу в 1970 году, когда влюбился во время гастролей, утверждая, что он видел, насколько серьезно остальные члены группы (Фрэнсис Росси, Алан Ланкастер, Рик Парфитт и Джон Коглан) относились к славе, и что он просто хотел провести свою жизни с вновь обретённой любовью.
В настоящее время он регулярно выступает в Австралии. В 2000 году Лайнс временно присоединился к Quo, во время их концерта в Брисбене. Также он является клавишником и вокалистом австралийской трибьют-группы — Statoz Quo.